# Bryan Bergougnoux
Bryan Bergougnoux (Lyon, 12 de enero de 1983) es un exfutbolista y entrenador francés que jugaba de centrocampista. Actualmente es entrenador del Évian Thonon Gaillard FC.

## Selección nacional
Fue internacional con la selección de fútbol sub-21 de Francia.[cita requerida]

## Clubes

### Jugador
| Club                            | País    | Año       |
| ------------------------------- | ------- | --------- |
| Olympique de Lyon               | Francia | 2001-2005 |
| Toulouse F. C.                  | Francia | 2005-2009 |
| U. S. Lecce                     | Italia  | 2009-2012 |
| L. B. Châteauroux (cedido)      | Francia | 2010-2011 |
| A. C. Omonia Nicosia (cedido)   | Chipre  | 2012      |
| Tours F. C.                     | Francia | 2012-2018 |
| Thonon Évian Grand Genève F. C. | Francia | 2018-2019 |

### Entrenador
| Club                                | País    | Año       |
| ----------------------------------- | ------- | --------- |
| Évian Thonon Gaillard FC            | Francia | 2018-2019 |
| Évian Thonon Gaillard FC Sub-21     | Francia | 2019-2021 |
| Évian Thonon Gaillard FC (interino) | Francia | 2020      |
| Évian Thonon Gaillard FC            | Francia | 2021-Act. |

## Palmarés

### Títulos nacionales
| Título               | Club                 | País    | Año     |
| -------------------- | -------------------- | ------- | ------- |
| Division 1           | Olympique de Lyon    | Francia | 2001-02 |
| Supercopa de Francia | Olympique de Lyon    | Francia | 2002    |
| Ligue 1              | Olympique de Lyon    | Francia | 2002-03 |
| Supercopa de Francia | Olympique de Lyon    | Francia | 2003    |
| Ligue 1              | Olympique de Lyon    | Francia | 2003-04 |
| Supercopa de Francia | Olympique de Lyon    | Francia | 2004    |
| Ligue 1              | Olympique de Lyon    | Francia | 2004-05 |
| Copa de Chipre       | A. C. Omonia Nicosia | Chipre  | 2011-12 |